# تيري سوندرز
تيري سوندرز (بالإنجليزية: Terry Saunders)‏ هي ممثلة مسرحية موسيقية ‏ وممثلة أمريكية، ولدت في 17 مايو 1923، وتوفيت في 2012 في نيويورك في الولايات المتحدة.

## وصلات خارجية
- تيري سوندرز على موقع IMDb (الإنجليزية)
- تيري سوندرز على موقع ميوزك برينز (الإنجليزية)
- تيري سوندرز على موقع قاعدة بيانات برودواي على الإنترنت (الإنجليزية)
- تيري سوندرز على موقع قاعدة بيانات الفيلم (الإنجليزية)